# Букстехуде
 Тази статия е за града в Германия.  За органиста вижте Дитрих Букстехуде.  
Букстехуде (на немски: Hansestadt Buxtehude) е самостоятелен град в Долна Саксония, Германия, с 40 173 жители (2015).
Намира се на река Есте между градовете Хамбург и Щаде. Основан е през 1285 г.
- Църквата Св. Петър